# Brongniartia
Brongniartia es un género de plantas con flores  perteneciente a la familia Fabaceae. Comprende 79 especies descritas y de estas, solo 58 aceptadas.

## Taxonomía
El género fue descrito por Carl Sigismund Kunth y publicado en Nova Genera et Species Plantarum (quarto ed.) 6: 465–469, pl. 587–588. 1824. La especie tipo es: Brongniartia mollis Kunth

## Especies
- Brongniartia abbottiae I.M.Johnston
- Brongniartia alamosana Rydb.
- Brongniartia argentea Rydb.
- Brongniartia argyrophylla McVaugh
- Brongniartia caeciliae Harms
- Brongniartia canescens (S.Watson)Rydb.
- Brongniartia cordata McVaugh
- Brongniartia cuneata Lyman B.Smith & B.G.Schubert
- Brongniartia diffusa Rose
- Brongniartia discolor Brandegee
- Brongniartia foliolosa Hemsley
- Brongniartia funiculata Lyman B.Smith & B.G.Schubert
- Brongniartia glabrata Hook. & Arn.
- Brongniartia goldmanii Rose
- Brongniartia guerrerensis J.Jiménez-Ramírez & J.L.Contreras
- Brongniartia hirsuta Rydb.
- Brongniartia imitator McVaugh
- Brongniartia inconstans S.Watson
- Brongniartia intermedia Moric.
- Brongniartia luisana Brandegee
- Brongniartia lunata Rose
- Brongniartia lupinoides (Kunth)Taubert
- Brongniartia magnibracteata Schldl.
- Brongniartia minima McVaugh
- Brongniartia minutifolia S.Watson
- Brongniartia mollicula Brandegee
- Brongniartia mollis Kunth
- Brongniartia mortonii McVaugh
- Brongniartia norrisii McVaugh
- Brongniartia nudiflora S.Watson
- Brongniartia oligosperma Baillon
- Brongniartia pacifica McVaugh
- Brongniartia paniculata Rydb.
- Brongniartia parvifolia Rose
- Brongniartia pauciflora Rydb.
- Brongniartia peninsularis Rose
- Brongniartia podalyrioides Kunth
- Brongniartia pringlei Rydb.
- Brongniartia proteranthera Lyman B.Smith & B.G.Schubert
- Brongniartia revoluta Rose
- Brongniartia robinioides Kunth
- Brongniartia rozynskii Standley
- Brongniartia seleri Harms
- Brongniartia sericea Schldl.
- Brongniartia shrevei Wiggins
- Brongniartia sousae O.Dorado
- Brongniartia suberea Rose
- Brongniartia tenuifolia Standley
- Brongniartia trifoliata Brandegee
- Brongniartia ulbrichiana Harms
- Brongniartia vazquezii O.Dorado[3]
- Brongniartia vicioides M.Martens & Galeotti